# Дараев, Махмут Марипович
Махмут Марипович Дараев (1 мая 1949, село Гайрат, Чиликский район, Алматинская область, Казахская ССР, СССР — 6 мая 2023, Алматы) — советский, казахский и уйгурский актёр театра. Заслуженный деятель Казахстана (2022). Кавалер Ордена «Достык» 2 степени (2009). Лауреат премии Ленинского комсомола Казахстана (1982).

## Биография
Родился 1 мая 1949 года в селе Гайрат Чиликского района Алма-Атинской области. Национальность — уйгур.
Отец — Дараев Марвахун. Мать — Дараева Бахархан.
Владел уйгурским, казахским и русским языками.
В 1971 году окончил факультет музыкальной драмы Республиканско¬го эстрадно-циркового училища им. Ж. Елебекова.
С 1971 года — артист драмы Государственного академического уйгурского театра музыкальной комедии имени К. Кужамьярова.
Скончался 6 мая 2023 года.

## Творчество
- Махмут Дараев исполнил более 50 ролей на сцене Государственного академического уйгурского театра музыкальной комедии имени К. Кужамьярова.
- Основатель шоу-программы «Табассум».
- Призер ІІІ-го Международного театрального фестиваля стран Центральной Азии — 2010 года. Приз «За создание образа Чингисхана».

## Награды и звания
- 1982 — Лауреат Премии Ленинского комсомола Казахской ССР
- 2001 — Лауреат независимой премии «Илһам»
- 2002 — Медаль «За трудовое отличие» (Казахстан) 14 декабря 2002[3]
- 2009 — Орден Достык 2 степени, "За огромный вклад в развитие театрального искусства"[4]
- 2022 — Заслуженный деятель Казахстана "За выдающиеся достижения в сфере культуры и особые заслуги перед Республикой Казахстан"[5]

## Личная жизнь
- Религиозные взгляды — Ислам.
- Хобби — спорт.
- Литературные пристрастия — романы, поэзия.
- Женат. Супруга — Дараева Асиям (род. 1957), домохозяйка.
  - Сын – Дараев Руслан (род. 1977), стоматолог; дочь — Дараева Алиям (род. 1980), стоматолог.